# Lijst van rijksmonumenten in Pietersbierum
De plaats Pietersbierum (Pitersbierrum) telt 8 inschrijvingen in het rijksmonumentenregister. Hieronder een overzicht. 
| Object | Oorspronkelijke functie? | Bouwjaar                                                                | Architect    | Locatie                             | Coördinaten?                  | Nr.?   | Afbeelding |
| --- | ------------------------ | ----------------------------------------------------------------------- | ------------ | ----------------------------------- | ----------------------------- | ------ | --- |
| Grote stelboerderij met vier smalle vensters, dakkapel, zeer hoog voorschild, dakkapel en met riet gedekt schuurdak | Boerderij                |                                                                         |              | Hearewei 2                          | 53° 13' 4" NB, 5° 28' 31" OL  | 8639   | Grote stelboerderij met vier smalle vensters, dakkapel, zeer hoog voorschild, dakkapel en met riet gedekt schuurdak |
| Grote stelpboerderij met omlijste ingang en als risaliet uitgemetselde voorgevel met zaadzoldervensters             | Boerderij                |                                                                         |              | Hearewei 14                         | 53° 12' 50" NB, 5° 28' 14" OL | 8640   | Grote stelpboerderij met omlijste ingang en als risaliet uitgemetselde voorgevel met zaadzoldervensters             |
| Gerbrandastate | Boerderij                | 1858                                                                    |              | Hoarnestreek 7-9                    | 53° 12' 53" NB, 5° 27' 33" OL | 8642   | Meer afbeeldingen                                                                                                   |
| Eenvoudige woning onder zadeldak tussen topgevels met ankers en schegbeeld                                          | Woonhuis                 | 1631                                                                    |              | Skippersdykje 1                     | 53° 12' 52" NB, 5° 28' 36" OL | 8643   | Meer afbeeldingen                                                                                                   |
| Kerk van Pietersbierum: kerk                                                                                        | Kerk en kerkonderdeel    | 1845 ca. 1870 (toegangshekken)                                          | Th.A. Romein | Tsjerkhôfspaed 1                    | 53° 12' 56" NB, 5° 28' 33" OL | 8644   | Meer afbeeldingen                                                                                                   |
| Terp | Archeologisch monument   | verm. middeleeuwen                                                      |              | bij hoek Van Hottingawei-Breed Plak | 53° 12' 57" NB, 5° 28' 35" OL | 46207  | Upload foto |
| Kerk van Pietersbierum: voorm. pastorie                                                                             | Kerkelijke dienstwoning  | mog. 18e eeuw (oudste deel, in 1890 ged. afgebrand) 1891 (jongste deel) |              | Tsjerkhôfspaed 3                    | 53° 12' 54" NB, 5° 28' 32" OL | 512688 | Meer afbeeldingen                                                                                                   |
| Kerk van Pietersbierum: toren                                                                                       | Kerk en kerkonderdeel    | 1878                                                                    |              | bij Tsjerkhôfspaed 1                | 53° 12' 56" NB, 5° 28' 32" OL | 512699 | Meer afbeeldingen                                                                                                   |